# Pseudobiotus
Genre
Pseudobiotus est un genre de tardigrades de la famille des Isohypsibiidae.

## Liste des espèces
Selon Degma, Bertolani et Guidetti, 2013 :
- Pseudobiotus hirsutellus Pilato, Lisi & Binda, 2010
- Pseudobiotus kathmanae Nelson, Marley & Bertolani, 1999
- Pseudobiotus longiunguis (Iharos, 1968)
- Pseudobiotus matici (Pilato, 1971)
- Pseudobiotus megalonyx (Thulin, 1928)
- Pseudobiotus spinifer Chang, Kaczmarek, Lee & Michalczyk, 2007
- Pseudobiotus vladimiri Biserov, Dudichev & Biserova, 2001

## Publication originale
- (en) R. O. Schuster, D. R. Nelson, A. A. Grigarick et D. Christenberry, « Systematic Criteria of the Eutardigrada », Transactions of the American Microscopical Society, Wiley, vol. 99, no 3,‎ juillet 1980, p. 284-303 (ISSN 0003-0023 et 2325-5145, DOI 10.2307/3226004).